# Noel Mackintosh Stuart Irwin
Noel Mackintosh Stuart Irwin, britanski general, * 1892, † 1972.